# Hubert Minnis

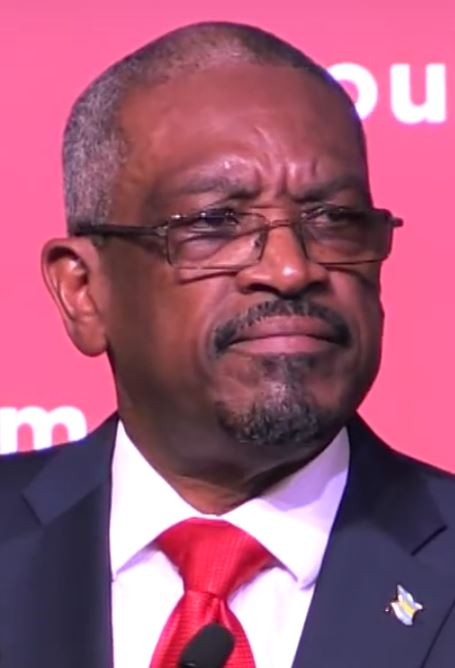
Hubert Minnis, 2016 in einem Werbefilm des FNM

Hubert Alexander Minnis (* 1954 in Bain Town, New Providence) war vom 11. Mai 2017 bis zum 17. September 2021 Premierminister der Bahamas. Er war von 2012 bis 2021 Vorsitzender der Regierungspartei Free National Movement (FNM).

## Leben
Minnis wurde in Nassau als Sohn einer Näherin und eines Tankstellenbesitzers geboren. Er besuchte Our Lady’s Primary School, Western Junior und das St. Augustine’s College in Nassau. Er studierte am St. Thomas College in Minnesota, wechselte dann zur University of Minnesota, wo er einen B.A. in Biologie erhielt. Anschließend begann ein Studium der Medizin an der University of the West Indies, das er mit der Promotion abschloss. 1985 wurde er Mitglied des Royal College of Obstetricians and Gynaecologists.
Er kehrte auf die Bahamas zurück und arbeitete am Princess Margaret Hospital in Nassau. Er war Vorsitzender der Ärztevereinigung der Bahamas (Medical Association of the Bahamas) und des Hotelverbandes (Hotel Corporation of the Bahamas) und hatte einen Lehrauftrag für Gynäkologie und Geburtshilfe an der University of the West Indies.
Minnis ist verheiratet und Vater von drei Söhnen.

## Politische Karriere
Minnis trat erstmals 2007 bei der Wahl zum House of Assembly, dem Unterhaus des Parlaments als Kandidat des Free National Movements (FNM) an und gewann den Wahlkreis Killarney. Der FNM errang 23 von 41 Sitzen und stellte unter Hubert Ingraham die Regierung. Minnis wurde Gesundheitsminister.
Bei der Parlamentswahl 2012 erlitt der FNM eine Niederlage. Die oppositionelle Progressive Liberal Party (PLP) unter Perry Christie gewann 29 der 38 Sitze. Minnis konnte seinen Parlamentssitz in Killarney verteidigen und wurde zum Parteichef des FNM gewählt. Im Dezember 2016 entzogen ihm 7 der 10 FNM-Abgeordneten das Vertrauen und wählten seine frühere Stellvertreterin Loretta Butler-Turner zur Oppositionsführerin. Die FNM verweigerte Butler-Turner die erneute Kandidatur in ihrem Wahlkreis Long Island, woraufhin diese als Unabhängige kandidierte und aus der Partei ausgeschlossen wurde.
Minnis, wurde wieder Oppositionsführer, der FNM erhielt bei der Parlamentswahl am 8. Mai 2017 35 von 39 Sitzen. Minnis, der seien Wahlkreis Killarney verteidigen konnte, wurde am 11. Mai als Ministerpräsident vereidigt.